# Герб Лисянського району
Герб Лисянського району — офіційний геральдичний символ територіальної громади Лисянського району Черкаської області. Сучасний варіант був затверджений рішенням районної ради від 25.02.2004 № 12-21.

## Опис герба
Основними елементами гербів Лисянського району є зображення річки Гнилий Тікич, що поділяє район на два природно-географічні ландшафти і на якій розташоване селище Лисянка; щитка з гербом Лисянки, що символізує історично оборонні та адміністративно-територіальні функції Лисянки; зображення двох козацьких люльок, які вказують на славні козацькі традиції краю (існування тут Лисянського полку та п'яти козацьких сотень), та карбують пам'ять про народне повстання — Коліївщину, одним з епіцентрів якого була Лисянщина.